# Cosmosoma venata
Cosmosoma venata là một loài bướm đêm thuộc phân họ Arctiinae, họ Erebidae.